# Untergriesbach

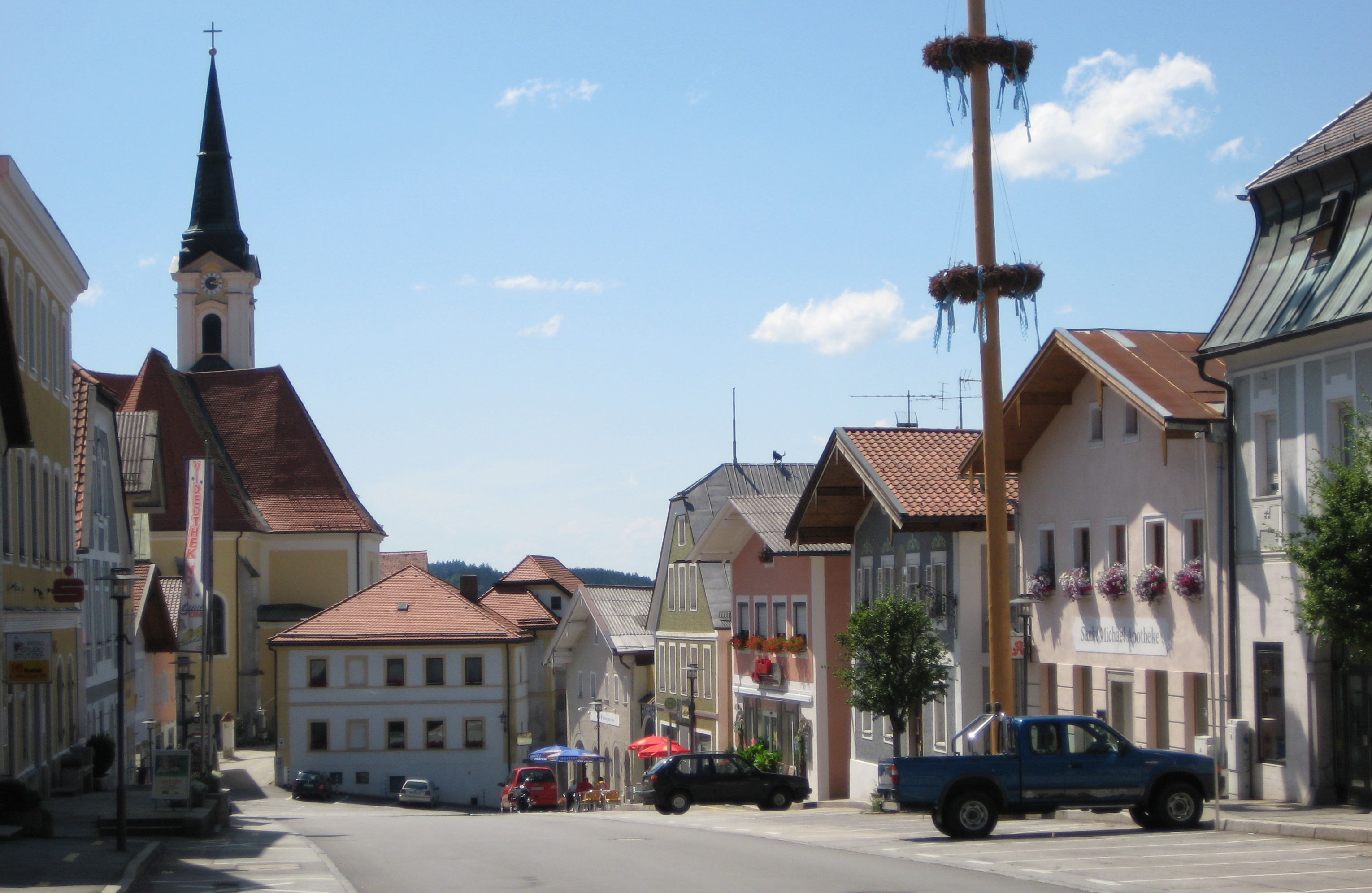
Marktplatz von Untergriesbach

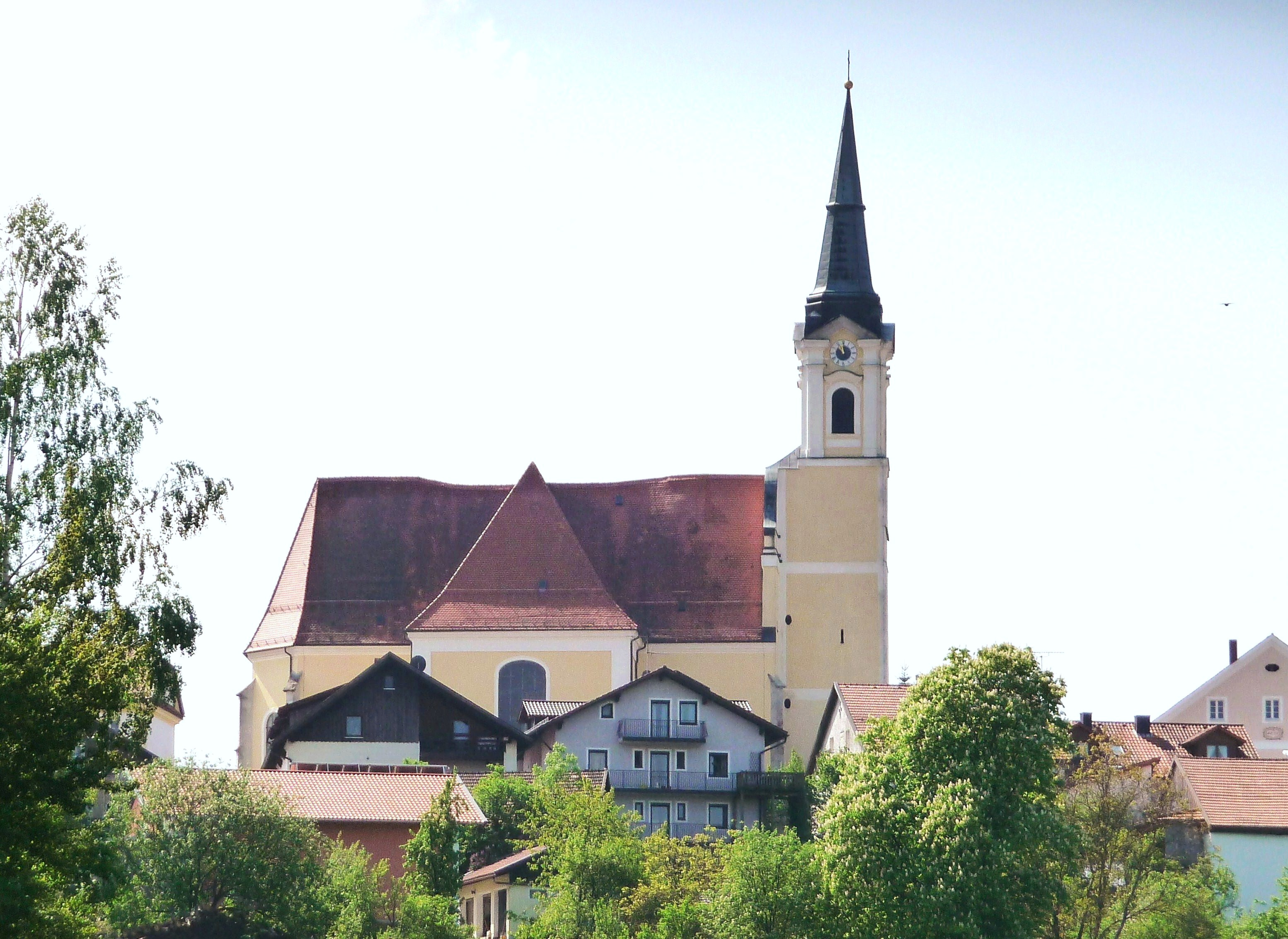
Die Pfarrkirche St. Michael

Untergriesbach (bis 1903 Griesbach) ist ein Markt und staatlich anerkannter Erholungsort im niederbayerischen Landkreis Passau.

## Geografie

### Geografische Lage
Untergriesbach erstreckt sich linksseitig bis weit über das tief eingeschnittene Tal der Donau im südlichen Bayerischen Wald. Der namengebende Zentralort der Marktgemeinde liegt auf Höhen um 556 m ü. NHN. Der Kühberg bildet mit einer Höhe von 844 m ü. NHN den höchsten Punkt der Gemeinde. Über die B 388 erreicht man die 22 km entfernte Dreiflüssestadt Passau im Westen und in Gegenrichtung nach 32 km das oberösterreichische Haslach.

### Gemeindegliederung
Es gibt 106 Gemeindeteile:
- Bachhäusl
- Berghof
- Brunnreut
- Dienberg
- Diendorf
- Dürrmühle
- Eck
- Eckersäg
- Eckerstampf
- Eckmühle
- Endsfelden
- Feldhäusl
- Ficht
- Fichtwiesen
- Friedlgrub
- Gammertshof
- Gebrechtshof
- Gebrechtsmühle
- Glotzing
- Gotting
- Gottsdorf
- Grögöd
- Grub
- Grünau
- Habersdorf
- Hamet
- Hanzing
- Hastorf
- Haunersdorf
- Herrnwies
- Hinterkühberg
- Hintersäg
- Hitzing
- Hochreut
- Hochwiesl
- Höhenberg
- Holzhäusl
- Hubing
- Hundsruck
- Jochenstein
- Kagerreut
- Kappelgarten
- Kinzesberg
- Knappenhäusl
- Knittlmühle
- Kohlbachmühle
- Kroding
- Kronawitten
- Kronawitthof
- Krottenthal
- Kühberg
- Lämmersdorf
- Leizesberg
- Linden
- Lindlmühle
- Mairau
- Mittereck
- Mitterreut
- Nebling
- Neureuth
- Niederndorf
- Oberöd
- Oberötzdorf
- Oberreut
- Ochsenreut
- Ornatsöd
- Paulusberg
- Pfaffenreut
- Priel
- Ramesberg
- Rampersdorf
- Ratzing
- Rechab
- Reut
- Richtermühle
- Riedl
- Riedlerhof
- Roll
- Rothenkreuz
- Saxing
- Schaibing
- Schergendorf
- Scherleinsöd
- Schreinerhäusl
- Spechting
- Sperrhäusl
- Steinbruck
- Steinbüchl
- Stollberg
- Stollbergmühle
- Tabakstampf
- Taubing
- Untergriesbach
- Unteröd
- Unterötzdorf
- Unterreut
- Vorholz
- Waldfriede
- Weidwies
- Wesseslinden
- Willersdorf
- Würm
- Würmmühle
- Zaunbrechl
- Ziering
- Zipf

## Geschichte

### Bis zur Gemeindegründung
Die Namensgebung stammt von den Edlen von Griesbach. Diese waren ein begütertes Adelsgeschlecht mit zahlreichen Besitzungen im „Land der Abtei“ (Passauer Abteiland). Der erste Edle, der sich 1108 nach Griesbach nannte, war Albero mit dem Beinamen Kälbergras (1096–1125). Er war vermutlich ein Bruder Rotberts von Polsenz-Hals. Sein Enkel Werner heiratet Elisabeth von Wilhering, Erbin der Herrschaft Waxenberg (Bezirk Urfahr-Umgebung), ihre Söhne nennen sich abwechselnd nach Griesbach und Waxenberg. Von der ehemaligen Burg, erbaut zwischen 1096 und 1108, ist nichts erhalten.
Ursprünglich „Griespach“, danach „Griesbach am hohen Markt“ (zur Unterscheidung von „Griesbach in der Zell“ = Obernzell), wurde es nach 1806 zu Untergriesbach (zur Unterscheidung von Griesbach im Rottal). Der ehemalige Kern um die Kirche dürfte ein Haufendorf gewesen sein.
Die Edlen von Griesbach starben mit Heinrich Anfang des 13. Jahrhunderts aus, sodass es den Bischöfen von Passau gelang, ihren Herrschaftsbereich ab 1220/21 in das Hochstift zu integrieren. Die Burg selbst dürfte bald danach aufgegeben worden sein.
1260 verlieh Bischof Otto die Marktrechte und weitere Privilegien. Im Passauer Bürgeraufstand gegen Bischof Albert wurde Untergriesbach 1367 von Passauer Aufständischen niedergebrannt. 1443 erhielt der Markt ein bischöfliches Pflegegericht mit Peter Höpfl als erstem Pfleger, 1456 bestätigte und erweiterte Bischof Ulrich die Rechte und Freiheiten des Marktes.
Vom Dreißigjährigen Krieg blieb Untergriesbach weitgehend verschont, doch die bayerischen und kaiserlichen Truppen, die hier einquartiert waren, schleppten im letzten Kriegsjahr 1648 die Pest ein, die bis Anfang 1650 mit großer Heftigkeit wütete.
Die spätgotische Pfarrkirche St. Michael wurde im Laufe des 18. Jahrhunderts in mehreren Etappen barock umgestaltet. 1803 kam der Markt Griesbach an Großherzog Ferdinand von Toskana und 1806 zu Bayern. Im Jahr 1818 nahm Untergriesbach die magistratische Verfassung (Gemeindeedikt von 1818) an. Der Handelsmann Georg Saxinger wurde zum ersten Bürgermeister gewählt.

### 19. und 20. Jahrhundert
Im Jahr 1829 entstand ein neues Schulhaus. Von 1829 bis 1830 wurde eine neue Straße nach Obernzell erbaut, die erheblich komfortabler zu befahren war als die alte Bergstraße.
Im Jahr 1903 wurde der Name Griesbach der Gemeinde amtlich in Untergriesbach geändert.
1956 wurde im Gemeindegebiet das Donaulaufkraftwerk Jochenstein errichtet.

### Eingemeindungen
Im Zuge der Gebietsreform in Bayern wurde am 1. Oktober 1971  die Gemeinde Lämmersdorf eingegliedert. Am 1. Januar 1972 kamen Gottsdorf und Schaibing hinzu. Oberötzdorf folgte am 1. März 1972.

### Einwohnerentwicklung
Im Zeitraum 1988 bis 2018 wuchs der Markt von 5766 auf 6085 um 319 Einwohner bzw. um 5,5 %. Am 31. Dezember 2005 zählte Untergriesbach 6.399 Einwohner.

## Politik

### Marktgemeinderat
Aufgrund der Wahlergebnisse der Gemeinderatswahl am 15. März 2020 setzt sich der Marktgemeinderat seit 1. Mai 2020 wie folgt zusammen:
| Partei / Liste                 | Sitze | Stimmenanteil |
| ------------------------------ | ----- | ------------- |
| CSU                            | 5     | 28,30 %       |
| SPD                            | 3     | 14,40 %       |
| Freie Wählergemeinschaft       | 5     | 24,40 %       |
| Christliche Wählergemeinschaft | 4     | 19,60 %       |
| Bürgerforum Gottsdorf          | 3     | 13,30 %       |
| Gesamt                         | 20    | 100 %         |

Gegenüber der Amtszeit 2014 bis 2020 musste die CSU zwei Sitze abgeben und die Freie Wählergemeinschaft verlor ein Mandat. Das Bürgerforum Gottsdorf ist mit drei Sitzen erstmals vertreten.

### Bürgermeister
Seit 5. April 2006 ist Hermann Duschl (Christliche Wählergemeinschaft) Erster Bürgermeister; dieser wurde zuletzt am 3. März 2024 mit 95,4 % der Stimmen für weitere sechs Jahre gewählt.

### Wappen
|                                         | Blasonierung: „In Silber ein linksgewandter steigender roter Wolf.“ |
| Das Wappen wird seit etwa 1800 geführt. |                                                                     |

### Gemeindepartnerschaften
- Partnergemeinde ist Civezzano im Trentino (Italien)

### ILE Abteiland
Die Gemeinde ist Mitglied der im April 2011 von 11 Kommunen gegründeten Arbeitsgemeinschaft „Integrierte Ländliche Entwicklung Abteiland“ (ILE Abteiland), deren Motto es ist, den Natur-, Kultur- und Wirtschaftsraum Abteiland als lebenswerte Heimat zu erhalten und zu gestalten.

## Kultur und Sehenswürdigkeiten

### Baudenkmäler
- Spätgotische, im 18. Jahrhundert barock umgestaltete Pfarrkirche St. Michael
- Dorfkapelle, erbaut von 1765 bis 1768
- Pfarrkirche St. Jakob der Ältere in Gottsdorf
- Pranger aus dem Jahr 1490 als Zeichen der ehemaligen niederen Gerichtsbarkeit des Marktes

### Bodendenkmäler
- Burgruine Altjochenstein
- Burgruine Neujochenstein

### Sport und Vereine
- Der größte Verein des Marktes ist der SC Jochenstein[11] mit rund 915 Mitgliedern.
- Die Veteranen der Weltkriege, ehemalige und aktive Soldaten der Bundeswehr sind organisiert in den (jeweils eigenständigen) Soldaten- und Kriegervereinen in Untergriesbach, Schaibing und Gottsdorf.

### Veranstaltungen
- Alle drei Jahre finden am zweiten Juliwochenende die Heimattage in Verbindung mit einem Volksfest statt. Hier stellt sich die gesamte Gemeinde jeweils unter einem festgelegten Motto (i. d. R. traditionell) nach außen dar.
- SAMICO – junger Chor: Gospels, neue geistliche Lieder

## Wirtschaft und Infrastruktur

### Bildungseinrichtungen
- Kindergarten
- Grund- und Hauptschule
- Gymnasium Untergriesbach

### Verkehr
1912 erhielt Untergriesbach einen Bahnhof an der Bahnstrecke Erlau–Wegscheid. Der Bahnverkehr wurde 1965 eingestellt, 1975 baute man die Strecke von Obernzell bis Wegscheid ab.
Der 1971 eingemeindete Ort Schaibing an der Bahnstrecke Passau-Voglau–Hauzenberg erhielt bereits 1904 Bahnanschluss. Hier endete der Personenverkehr 1970 und der Güterverkehr 1997. Es gibt Bemühungen, diese Strecke zu reaktivieren.
Ab Jochenstein setzt die Fußgängerfähre Donaunixe Isa nach Engelhartszell in Oberösterreich über, sie ist nur im Sommer in Betrieb und insbesondere bei Nutzern des Donauradweges beliebt.

## Söhne und Töchter
- Ottfried Fischer (* 1953), Schauspieler und Kabarettist
- Christian Goller (1943–2017), Kunstmaler
- Theoderich Hagn (1816–1872), Benediktiner, Abt von Lambach
- Michael Höllerzeder (1898–1938), Politiker der KPD
- Karlheinz Meininger (* 1953), in Gottsdorf geborener Fußballspieler
- Friedrich Oberneder (1891–1963), Theologe und Dichter
- Rudolf Wimmer (1849–1915), Kaiserlicher Hofmaler